# Neopomacentrus sororius
Neopomacentrus sororius är en fiskart som beskrevs av Randall och Allen 2005. Neopomacentrus sororius ingår i släktet Neopomacentrus och familjen Pomacentridae. Inga underarter finns listade i Catalogue of Life.